# Fight for You

Fight for You est une chanson du chanteur américain Jason Derülo produite par RedOne et extrait du 2e album Future History. C'est une reprise partielle du titre Africa de Toto.

## Liste des pistes
- Royaume-Uni Digital EP[1]

1. Fight for You – 4:02
2. Fight for You (Suncycle Remix) – 3:34
3. Fight for You (Mync Edit) – 3:25
4. Fight for You (Mync Stadium Dub) – 5:34
5. Fight for You (Mync Stadium Mix) – 5:34

## Classement par pays
| Classement (2011-2012)            | Meilleure position |
| --------------------------------- | ------------------ |
| Danemark Classement single        | 27                 |
| Irlande Classement single         | 28                 |
| Royaume-Uni Classement single R&B | 4                  |
| Royaume-Uni Classement single     | 15                 |
| États-Unis Billboard Hot 100      | 83                 |

## Radio et historique de sortie formats
| Pays        | Date            | Format                 |
| ----------- | --------------- | ---------------------- |
| Royaume-Uni | 9 novembre 2011 | Mainstream radio       |
| Irlande     | 2 décembre 2011 | Téléchargement digital |
| Royaume-Uni | 4 décembre 2011 | Téléchargement digital |